# Жизнь в военные времена (фильм)
«Жизнь в военные времена» (англ. Life During Wartime) — фильм 2009 года, снятый американским режиссёром Тоддом Солондзем в жанре «чёрного юмора». Продолжение ленты 1998 года «Счастье» (хотя все актёры другие). Участник 66-го Венецианского кинофестиваля (две номинации, одна награда).

## Сюжет
Фильм описывает жизнь трёх сестер: Триши (играет Дженни Эллисон), Джой (играет Ширли Хендерсон) и Хелен (играет Элли Шиди).
С момента предыдущих событий прошло около десяти лет. Триша по-прежнему растит своих троих детей: Билли (играет Кристофер Маркетт), который уехал учиться в колледж, Тимми и Хлою. Триша начинает встречаться с Харви (играет Майкл Лернер), который, как ей кажется, «нормальный».
Тем временем на свободу, отсидев свой срок за растление малолетних, выходит бывший муж Триши, Билл (играет Киаран Хайндс). Он отправляется во Флориду проведать свою семью, особенно старшего сына-тёзку. На протяжении всех этих лет Триша говорила детям, что их папа умер, так как не хотела, чтобы они знали о педофильных склонностях отца. Средний сын Триши, Тимми, узнаёт правду и сердит на мать, что та скрывала от них истину. Между тем Тимми готовится стать настоящим мужчиной через обряд бар-мицва, и попутно интересуется механизмом такого явления как изнасилование. Мама говорит ему кричать во всё горло, если какой-нибудь мужчина начнёт до него дотрагиваться.
Джой отдыхает от своего мужа Аллена (играет Майкл Уильямс), преступника, отправленного на реабилитацию. Она отправляется во Флориду в гости к Трише. По пути у неё начинаются видения: ей мерещится её бывший молодой человек Энди (играет Пол Рубенс), который покончил жизнь самоубийством. По дороге Джой заезжает и в Калифорнию к Хелен. Вскоре самоубийство совершает также и Аллен, который является Джой в виде призрака во время бар-мицвы Тимми. Аллен обвиняет в своей смерти свою жену, зовёт её к себе, но та сопротивляется самоубийству.
Тем временем Билл (муж) пробирается в дом Триши, чтобы раздобыть адрес колледжа Билли (сына), и вскоре наносит ему неожиданный визит. Они беседуют о прошлом, что изменилось, пока он был в тюрьме, и вскоре Билл уезжает, пожелав Билли на прощание, чтобы тот никогда не становился похожим на него.
Тем временем Харви приходит к Трише со своим сыном, чтобы он и Тимми познакомились. Тимми очень беспокоит вопрос, не гей ли и не педофил ли Харви, тот его успокаивает, что нет, но очень неудачно: приобнимая и поглаживая. Тимми вопит от ужаса, Триша думает, что Харви хотел сделать с её сыном что-то плохое, и моментально разрывает все отношения со своим потенциальным женихом.
В конце фильма Тимми извиняется перед сыном Харви за то, что выставил его отца педофилом, и объясняет, что ему нужен не Харви, а Билл — его родной отец.

## В ролях
- Элли Шиди — Хелен Джордан
- Эллисон Дженни — Триш Джордан Мэйплвуд
- Сьяран Хиндс — Билл Мэйплвуд
- Крис Маркетт — Билли Мэйплвуда
- Пол Рубенс — Энди
- Майкл К. Уильямс — Аллен Мелленкамп
- Ширли Хендерсон — Джой Джордан Мелленкамп
- Шарлотта Рэмплинг — Жаклин
- Рене Тейлор — Мона Джордан
- Майкл Лернер — Харви Винер
- Дилан Райли Снайдер — Тимми Мэйплвуд
- Рич Печчи — Марк Винер
- Габи Хоффманн — Ванда

## Факты
- Песни в фильме исполнили Банхарт Девендра и Бек на стихи Тодда Солондза и музыку Марка Шеймана.
- В 2009 году лента номинировалась на две награды на Венецианском кинофестивале, но выиграла одну: «Лучший сценарий» (Тодд Солондз). В том же году на Кинофестивале в Мар-дель-Плате картина номинировалась также на две награды, и также выиграла одну: «Лучшая актриса» (Дженни Эллисон)[2].

## Премьерный показ в разных странах
- Италия — 3 сентября 2009 (66-й Венецианский кинофестиваль); 16 апреля 2010 (широкий экран)
- Канада — 14 сентября 2009 (Кинофестиваль в Торонто); 27 августа 2010 (ограниченный показ)
- США — сентябрь 2009 (Теллурайд); 10 октября 2009 (Нью-Йоркский кинофестиваль); 8 ноября 2009 (англ. American Film Market); 29 мая 2010 (Международный кинофестиваль в Сиэтле); 17 июня 2010 (Международный кинофестиваль в Провинстауне); 23 июля 2010 (ограниченный показ)
- Великобритания — 16 октября 2009 (Лондонский кинофестиваль); 23 февраля 2010 (Кинофестиваль в Глазго); 26 марта 2010 (Кинофестиваль в Брадфорде)
- Аргентина — 13 ноября 2009 (Кинофестиваль в Мар-дель-Плате); 2 сентября 2010 (широкий экран)
- Швеция — 29 января 2010 (Гётеборгский кинофестиваль); 6 августа 2010 (широкий экран)
- Нидерланды — 3 февраля 2010 (Роттердамский кинофестиваль); 27 мая 2010 (широкий экран)
- Ирландия — 20 февраля 2010 (Кинофестиваль в Дублине)
- Гонконг — 23 марта 2010 (Международный кинофестиваль в Гонконге)
- Бельгия, Франция — 28 апреля 2010
- Чехия — 5 июля 2010 (Кинофестиваль в Карловых Варах)
- Австралия, Польша, ЮАР — 24 июля 2010 (соответственно: Международный кинофестиваль в Мельбурне, Кинофестиваль «Новые горизонты» и Кинофестиваль в Дурбане)
- Дания — 29 июля 2010
- Испания — 30 июля 2010
- Израиль — 19 августа 2010

## Критика
Картина получила неоднозначные отзывы. На сайте Rotten Tomatoes фильм получил рейтинг одобрения 68 %, основанный на 105 рецензиях критиков, и среднюю оценку 6,4 из 10. На сайте Metacritic фильм набрал 69 баллов из 100, что основано на 30 отзывах, указывая на «в целом благоприятные отзывы».